# Xylotrechus subditus
Xylotrechus subditus är en skalbaggsart som beskrevs av Louis Alexandre Auguste Chevrolat 1863. Xylotrechus subditus ingår i släktet Xylotrechus och familjen långhorningar. Inga underarter finns listade i Catalogue of Life.